# Miguel Pérez Ferrero
Miguel Pérez Ferrero (Madrid, 1905- Madrid, maig de 1978 va ser un escriptor, biògraf, crític i periodista espanyol. Col·laborador en la seva joventut de La Gaceta Literaria, en su sección de cine, también trabajó en otras publicaciones periódicas.A més va ser autor d' El bufón de la reina y otros poemas (1923), Luces de Bengala (1925), Vida de Antonio Machado y Manuel (1947), sobre els germans Antonio i Manuel Machado, Vida de Pío Baroja, una biografia de Pío Baroja, Primera andadura, biografia de Ramón Pérez de Ayala, i Tertulias y grupos literarios, entre d'altres. L'any 1947, va començar a encarregar-se de la crítica cinematogràfica del ABC sota el pseudònim de «Donald».

## Biografia

### Primers anys
Nascut a Madrid en 1905 en el si d'una família burgesa, va cursar la carrera de Dret a la Universitat Central, doctorant-se en ella poc després de l'arribada de la dictadura de Primo de Rivera. En 1923 publicaria el seu primer llibre de poesia El bufón de la reina y otros poemas; amic i col·laborador de Ernesto Giménez Caballero, va intervenir activament en la creació i trajectòria del grup aglutinat entorn de la revista La Gaceta Literaria on escrivia crítiques cinematogràfiques, col·laborant a El Liberal i escrivint igualment en alguns dels principals diaris ‒ com El Heraldo de Madrid, director de les seves pàgines literàries‒ i revistes madrilenyes dels primers anys de la dècada de 1930, de manera molt significativa, entre les últimes, a Cruz y Raya. Va col·laborar també amb publicacions americanes com La Nación i La Prensa de Buenos Aires i El Mercurio de Xile. També va col·laborar en la redacció de Milicia Popular, el periòdic del Cinquè Regiment, la unitat comunista el primer comandant de la qual cap va ser Enrique Castro Delgado, juntament amb Miguel Hernández, Luis de Tapia, Rafael Alberti i María Teresa León, els periodistes Francisco López Ganivet, Paulino García Moya i Miguel González, els dibuixants Ramón Puyol, Félix Alonso i Manolo Prieto; el director era Benigno Rodríguez, futur secretari del president Negrín.

### Exili
Degut a la seva afiliació política, Ferrero va decidir que deixaria Espanya ‒era membre de la Associació d'Amics de la Unió Soviètica i havia signat manifestos i proclames a favor de Azaña i el Front Popular‒. Li van negar un permís diplomàtic al setembre de 1936. A la fi d'octubre, després del començament de la batalla de Madrid, es va presentar un dia en l'Institut Francès de Madrid.
Ferrero va romandre allí refugiat durant set mesos fins que al maig de 1937 va poder finalment marxar a l'exili, fugint en un vaixell des de València. A París, Ferrero es va allotjar en el Col·legi d'Espanya de la Ciutat Universitària al costat d'altres destacats personalitats, com l'escriptor Pío Baroja, el físic Blas Cabrera Felipe, el pintor José Gutiérrez Solana o el filòsof Xavier Zubiri. A l'any següent publicaria, a París, Drapeau de France, una crònica de les seves vivències com a refugiat en l'Institut Francès de Madrid, el prefaci del qual va ser una carta de Gregorio Marañón a l'escriptor Jorge Edwards, representant de Xile en la Societat de Nacions.

### Retorn
Durant els primers mesos de 1940, en vespres de l'ocupació nazi de França i el començament de la Segona Guerra Mundial va decidir tornar a Espanya i es va instal·lar a Sant Sebastià gràcies a l'ajuda del dibuixant Roberto Martínez Baldrich, director de la revista Mujeres, de la redacció de les quals passaria a formar part. No seria fins a 1944 que tornaria a Madrid, nou anys després d'haver abandonat la ciutat.
En 1945 va entrar a formar part de la redacció de ABC, reprenent la seva labor com a crític cinematogràfic sota el pseudònim «Donald»', entre 1963 i 1965 passaria a ser corresponsal a França, després del que s'encarregaria de la secció de col·laboracions. Així mateix va treballar de guionista i va adaptar algunes obres tant espanyoles com estrangeres, al mateix temps que s'encarregava en la dècada de 1960 de la crítica del prestigiós tercer programa de Ràdio Nacional d'Espanya i dirigia la secció cinematogràfica de la revista Blanco y Negro. Va participar com a membre dels jurats dels festivals de cinema de Venècia i Sant Sebastià, i, va exercir d'ajustador en el doblatge d' Es geschah am hellichten Tag (1958). Com a escriptor conreo el gènere assatgístic i biogràfic, destacant especialment aquestes obres per la seva perspicàcia analítica i pel seu íntim coneixement dels personatges retratats.
En 1946 va obtenir el Premi Luca de Tena de Periodisme. També fou traductor. Miguel Pérez Ferrero va morir el 25 de maig de 1978.